# Kostomlátky
Kostomlátky (en allemand : Klein Kostomlat) est une commune du district de Nymburk, dans la région de Bohême-Centrale, en République tchèque. Sa population s'élevait à 314 habitants en 2020.

## Géographie
Kostomlátky se trouve sur la rive droite de l'Elbe, à 5 km à l'ouest-sud-ouest de Nymburk et à 41 km à l'est-nord-est de Prague.
La commune est limitée par Kostomlaty nad Labem et Kamenné Zboží au nord, par Nymburk à l'est, par Písty et Sadská au sud, et par Hradištko à l'ouest.

## Histoire
La première mention écrite de la localité date de 1495.